# Ælle (Northumbria)
Ælle (auch Ælla, Aelle, Alle, Alli) († 21. März 867) war von 862/863 bis 867 König des angelsächsischen Königreiches Northumbria. Alternativ wird seine Regierungszeit auf 866 bis 867 datiert.

## Leben

### Familie
Die Quellenlage zu Ælle ist sehr knapp und widersprüchlich. Über seine Abstammung ist nichts bekannt, doch ist es möglich, dass er ein Verwandter von Rædwulf (844 oder 858) und Osberht (862/863–867) war, die ebenfalls Könige Northumbrias waren. Obwohl die meisten Quellen Ælle als unrechtmäßigen Herrscher führen, weist die Historia de sancto Cuthberto ihn als Osberhts Bruder aus.

### Herrschaft
Eine exakte Datierung seiner Krönung ist ebenso problematisch wie die Dauer seiner Regierungszeit. Chronisten geben 862/863 als Krönungsjahr an, während Münzfunde stark darauf hinweisen, dass sein Vorgänger Osberht bis 866 im Amt blieb. Einig sind sich alle Quellen darüber, dass der „rechtmäßige König“ Osberht abgesetzt und Ælle, ein „Tyrann, der keinen Thronanspruch geltend machen konnte“, als Nachfolger bestimmt wurde. Während des darauf entbrennenden Bürgerkrieges machte sich Osberht des Sakrilegs schuldig, die Kirche um Ländereien bei Wercewurde (Warkworth) und Tillemuthe (Tillmouth) im nördlichen Bernicia zu berauben. Ælle beschlagnahmte im südlichen Deira Kirchengüter bei Billingham, Ileclif (Cliffe), Wigeclif (Wycliffe) und Crece (Crayke) um sein Heer zu finanzieren.
Angesichts der Gefahr durch das „Große Heidnische Heer“ (Wikinger) unter Ubba, Halvdan und Ivar Ragnarsson, das von East Anglia kommend auf York marschierte, versöhnten sich Osberht und Ælle. Sie vereinten ihre Heere und verfolgten die Wikinger, die York am 1. November 866 eroberten und sich verschanzten. Als die Northumbrier am 21. März 867 eine Bresche in die Befestigungen schlugen und die Stadt stürmten, unternahmen die Wikinger einen erfolgreichen Ausbruch. Osberht, Ælle und ein großer Teil des northumbrischen Heeres wurde niedergemetzelt; die Überlebenden schlossen Frieden. Die Wikinger setzten Ecgberht I. (867–872) als Marionettenkönig ein und wandten sich im folgenden Sommer Mercia zu. Mitte der 870er Jahre wurde Northumbria geteilt. Das nördliche Bernicia blieb unter der Herrschaft angelsächsischer Vasallenkönige, während das südliche Deira zum dänischen Königreich Jórvík und damit Teil des Danelag wurde.

## Rezeption

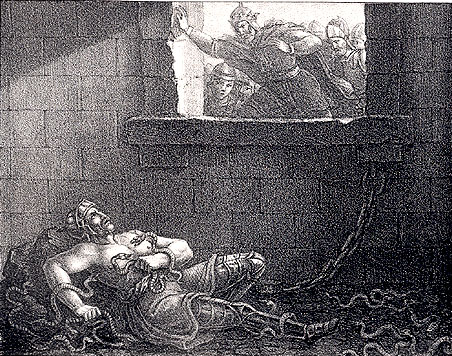
Ælle ermordet Ragnar Lodbrok

Einer späteren unglaubwürdigen englischen Überlieferung zufolge soll Ælle die Frau des Händlers Arnulf vergewaltigt und dieser aus Rache die Wikinger ins Land gerufen haben.
Ælle ist eine wichtige Figur im Ragnarssona þáttr („Die Geschichte von Ragnars Söhnen“). Ragnarssona þáttr erzählt, dass der legendäre Wikingerführer Ragnar Lodbrok angeblich von Ælle durch den Sturz in eine Schlangengrube getötet wurde. Das Heer, das 867 Jórvík (York) einnahm, wurde von Ragnars Söhnen Halfdan, Ubba und Ivar dem Knochenlosen geführt. Ivar soll darauf bestanden haben, als Rache für den Mord an ihrem Vater den König durch den Blutaar hinzurichten. Der Legende nach soll Ælles Tochter Blæja nach seinem Tod Sigurd Schlangenauge, einen Sohn Ragnar Lodbroks, geheiratet haben. Die Gesta Danorum („Die Taten der Dänen“) bezeichnen Ælle darüber hinaus als Sohn eines Königs Hame, der sonst unbekannt ist. Die späte Entstehungszeit der nordischen Überlieferung und ihr legendenhafter Stil machen diese Darstellungen insgesamt unglaubwürdig.
Im Film Die Wikinger von 1958 wird Ælle von Frank Thring verkörpert. Der Film geht sehr frei mit dem Stoff des Ragnarssona þáttr um.
In der Serie Vikings wird Ælle von Ivan Kaye verkörpert.